# François Maulmond
François Maulmond, né le 11 mai 1772 à Culan (Cher), mort le 22 avril 1838 à Montargis (Loiret), est un général français de la Révolution et de l’Empire.

## Biographie
Fils de chirurgien, il épouse en 1791 sa cousine, Marie-Adélaïde Dubuisson. Il est atteint d’un coup de feu à la cuisse gauche à l’affaire de Wintenhausen, 13 juin 1800. Franc-maçon, il est orateur de la loge "Les Enfants de Bellone" en 1805. Il devient maire de Ferrières-en-Gatinais après son départ de l'armée.

## États de service
Il entre en service le 12 octobre 1791, comme sergent au 1er bataillon de volontaires du Cher, il passe sous-lieutenant le 12 mai 1792, et lieutenant le 23 juin suivant au bataillon de grenadiers volontaires de l'armée des Ardennes. Il fait la campagne de 1792, à l’armée des Ardennes, et celle de 1793 à l’armée de la Moselle. Il est nommé capitaine le 7 mars 1793, et le 25 septembre 1796, il quitte l’armée pour cause de mauvaise santé.
Il reprend du service à l’armée du Rhin le 7 octobre 1799, en tant que capitaine au 1er bataillon auxiliaire du Cher, et le 19 février 1800, il est incorporé dans le 50e régiment d’infanterie. Il est fait chevalier de la Légion d’honneur le 5 novembre 1804.
De 1805 à 1807, il fait les campagnes d'Autriche, de Prusse et de Pologne. Il est promu chef de bataillon le 1er février 1807, au 59e régiment d’infanterie de ligne, et il est élevé au grade d’officier de la Légion d’honneur le 18 février 1808.
En 1808, il est affecté à l’armée d’Espagne, et il passe adjudant commandant le 16 février 1812, à l’état-major de l’armée du Portugal. Il est nommé colonel le 2 juillet 1813, au 105e régiment d’infanterie de ligne, et il est fait commandeur de la Légion d’honneur le 25 novembre 1813. En 1814, il participe à la campagne de France, au sein du 7e corps d’armée, et il est promu général de brigade le 12 mars 1814.
Lors de la première restauration, le roi Louis XVIII, le nomme chevalier de Saint-Louis, le 28 août 1814, et le place en non activité à compter du 1er septembre suivant.
Pendant les Cent-Jours, il reprend du service comme commandant du département du Gard le 22 avril 1815. Placé en non activité à la seconde restauration, il est admis à la retraite le 1er septembre 1834.
Il meurt le 22 avril 1838, à Montargis.

## Sources
1. ↑  « Généalogie de Francois MAULMOND (2) », sur Geneanet (consulté le 12 décembre 2024)
2. ↑  « MAULMOND (François) Général de brigade », sur lesapn.forumactif.fr (consulté le 12 décembre 2024)
3. 1 2  « Généalogie de François MAULMOND », sur Geneanet (consulté le 12 décembre 2024)

- Ressource relative à la vie publique :   - base Léonore
- (en) « Generals Who Served in the French Army during the Period 1789 - 1814: Eberle to Exelmans »
- Thierry Pouliquen, « Les généraux français et étrangers ayant servis [sic] dans la Grande Armée » (consulté le 3 juin 2014)
- « Cote LH/1798/69 », base Léonore, ministère français de la Culture
- François Maulmond  sur roglo.eu
- (pl) « Napoléon.org.pl »